# Topsentia pseudoporrecta
Topsentia pseudoporrecta är en svampdjursart som beskrevs av Diaz, van Soest och Pomponi 1993. Topsentia pseudoporrecta ingår i släktet Topsentia och familjen Halichondriidae.
Artens utbredningsområde är Barbados. Inga underarter finns listade i Catalogue of Life.